# Йордан Цицков
Йордан Васев Цицков е български революционер, деец на Вътрешната македоно-одринска революционна организация.

## Биография
Роден е през 1865 година в горноджумайското село Градево. Занимава се със земеделие и търговия с добитък. Влиза във ВМОРО и става съратник на Яне Сандански. През 1901 година участва в аферата „Мис Стоун“. Възприема комунистическите идеи. Взема участие в Септемврийското въстание от 1923 година като разузнавач по шосето Симитли - Мехомия.
На 14 юли 1925 година е убит в местността Обесеник при Градевската акция на ВМРО заедно с други комунисти като Яне Маламов, Стоица Цицков, Стоил Груев, Благой Мазнеов, Петър Мазнеов, Максим Мирасчиски, Асен Пазов, Борис Тюфекчиев, Иван Христов.